# Urmond
Urmond, en limbourgeois Uermend ou Werment, est un village néerlandais situé sur la commune de Stein, dans la province du Limbourg néerlandais. Le 1er janvier 2007, le village comptait 3 370 habitants.
L'employeur le plus important du village est une entreprise chimique appelée DSM.

## Géographie
Le village d'Urmond se situe à l'extrême-sud des Pays-Bas, près de la ville de Sittard, entre une section de l'industrie lourde et la frontière avec la Belgique. Le village belge le plus proche s’appelle Meeswijk.
Urmond est divisé par une branche de la Meuse.

## Histoire
Urmond a été une commune indépendante jusqu'au 1er janvier 1982, date de son rattachement à Stein.